# Присоје (Јајце)
Присоје је насељено место у Босни и Херцеговини у општини Јајце. Административно припада Федерацији Босне и Херцеговине, односно њеном Средњобосанском кантону. Према попису становништва из 2013. у насељу је било 39 становника, а већинску популацију у насељу чинили су Хрвати.  
Највећи део насеља је након 1995. ушао у састав Републике Српске и општине Језеро у којој постоји као засебно насеље Присоје.

## Становништво
|             | 2013.       | 1991.        | 1981.        | 1971.        |
| Укупно      | 39 (100,0%) | 456 (100,0%) | 475 (100,0%) | 469 (100,0%) |
| Срби        | 23 (58,97%) | 348 (76,32%) | 346 (72,84%) | 355 (75,69%) |
| Хрвати      | 10 (25,64%) | 105 (23,03%) | 124 (26,11%) | 114 (24,31%) |
| Бошњаци     | 6 (15,38%)  | –            | –            | –            |
| Остали      | –           | 2 (0,439%)   | –            | –            |
| Југословени | –           | 1 (0,219%)   | 5 (1,053%)   | –            |